# Nothocercus
Nothocercus és un gènere d'ocells de la família dels tinàmids, habitant d'àrees forestals de la zona neotropical.

## Llistat d'espècies
Segons la Classificació del Congrés Ornitològic Internacional (versió 14.2, 2024) aquest gènere està format per cinc espècies:
- Tinamú de Bonaparte (Nothocercus bonapartei Gray, GR, 1867)
- Tinamú cap-roig (Nothocercus julius Bonaparte, 1854)
- Tinamú encaputxat (Nothocercus nigrocapillus Gray, GR, 1867)